# Международный финансовый центр
Международный финансовый центр (англ. International Finance Centre, кит. упр. 國際金融中心, пиньинь Guójì jīnróng zhōngxīn, бренд — ifc) — комплекс зданий, расположенный на береговой линии центрального района Гонконга. Состоит из двух небоскрёбов (One IFC и Two IFC), торгового центра IFC Mall и 40-этажного отеля Four Seasons Hotel Hong Kong.
Самое высокое здание в составе комплекса, Two IFC является 26-м по высоте зданием в мире, 17-м в Азии и вторым в Гонконге, уступая лишь Международному коммерческому центру высотой 484 метра. Комплекс был построен при поддержке Sun Hung Kai Properties и MTR Corporation. Станция «Гонконг» линии Аэропорт-Экспресс и линии Тунчхун обслуживает деловой комплекс.

## Международный финансовый центр 1
Первый небоскрёб в комплексе Международного финансового центра, One IFC был построен в 1998, открытие состоялось в 1999 году. В здании высотой 210 метров 38 этажей общей площадью 72 850 м². Его обслуживают 18 высокоскоростных пассажирских лифтов в четырёх зонах. Здание вмещает примерно 5000 человек. Проектированием здания занималась фирма Rocco Design Architects, за архитектуру отвечала Cesar Pelli & Associates Сесара Пелли, девелопером выступила крупнейшая в Азии компания Sun Hung Kai Properties.
В Нью-Джерси, США есть похожий небоскрёб, 30 Hudson Street, над которым работал тот же архитектор.

## Международный финансовый центр 2
Второй небоскрёб был запланирован в 1996 году. Строительство началось в 2000 и завершилось в 2003 году. Спроектированное Сесаром Пелли, это здание высотой 412 метров сейчас является вторым по высоте в Гонконге. Оно почти в два раза выше своего предшественника.
В здании 88 этажей, в том числе 22 торговых этажа. Верхние офисные этажи проданы или арендуются различными компаниями. Так, Финансовое управление Гонконга выкупило 55, 56 и 77-88 этажи здания в 2001 году за 3,7 млрд долларов. На 55-м этаже расположена выставка, посвящённая истории монет Гонконга и библиотека Финансового управления Гонконга, которые открыты для посещения в рабочие часы офиса.

## Отель сети Four Seasons
Строительство отеля Four Seasons началось в 2002 году и завершилось в октябре 2005 года. Отель состоит из двух башен высотой 165 и 205 метров с 42 и 55 этажами соответственно. В первой башне находится Four Seasons Hotel Hong Kong с 400 номерами, а во второй — Four Seasons Place, рассчитанный на длительное пребывание.

## Торговый центр
IFC Mall расположен в четырёхэтажной стилобатной части Международного финансового центра. Там находится первый в Гонконге магазин Apple.

## В культуре
- Башня Two IFC появляется в фильме Лара Крофт: Расхитительница гробниц 2 — Колыбель жизни.
- В фильме Тёмный рыцарь Бэтмен планирует с башни 2 IFC на 1 IFC во время операции по захвату Лао.
- В период с октября по ноябрь 2003 года компании Financial Times, HSBC и Cathay Pacific разместили на фасаде здания рекламу площадью 19,000 м² и длиной 230 м. Реклама растянулась более чем на 50 этажей, что сделало её самой большой рекламой, когда-либо размещённой на небоскрёбе[11].

## В нумерологии
- 88 — число этажей башни 2 IFC, является благоприятным в китайской нумерологии, так как иероглиф 88 похож на иероглиф двойного счастья[англ.][3].
- В 2 IFC отсутствуют этажи под номерами, включающими четвёрку: 14 и 24. Это связано с суевериями насчет числа 4 — тетрафобией[3].

## Галерея изображений

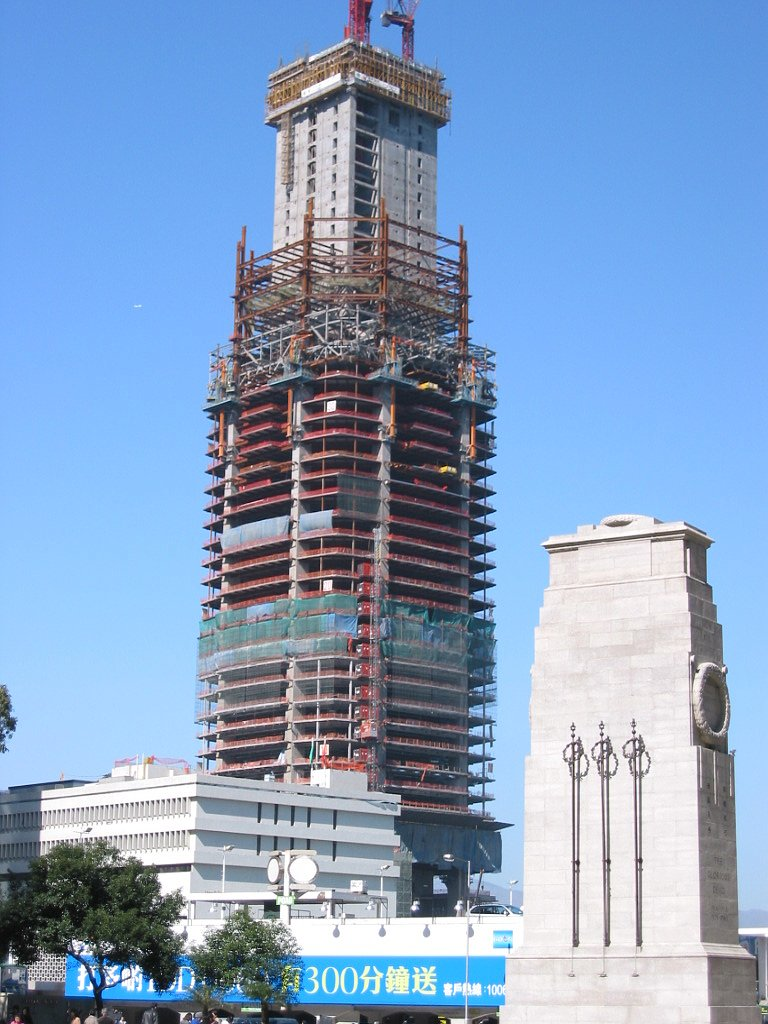
Строительство 2 IFC. Декабрь 2001
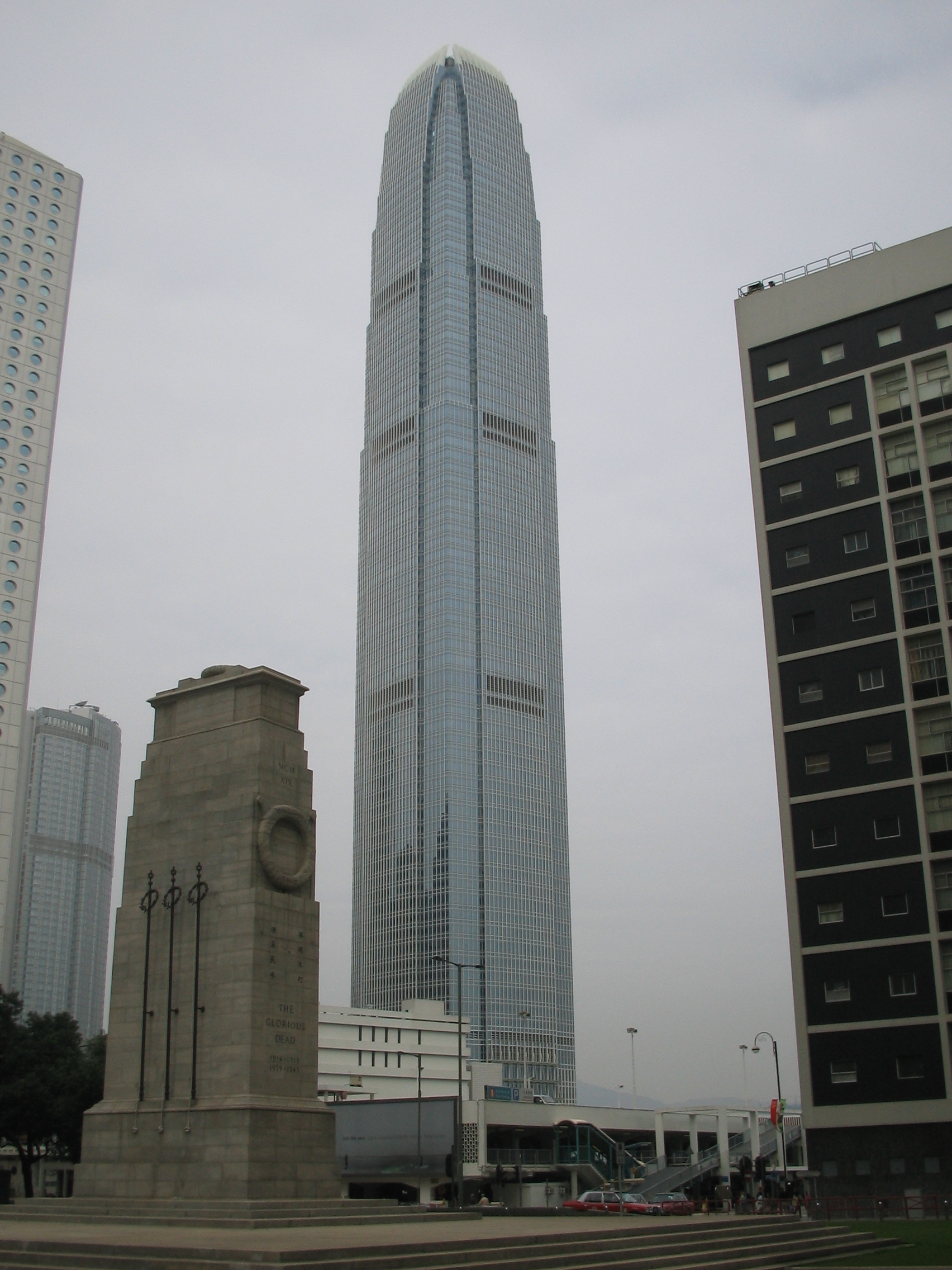
Международный финансовый центр 2
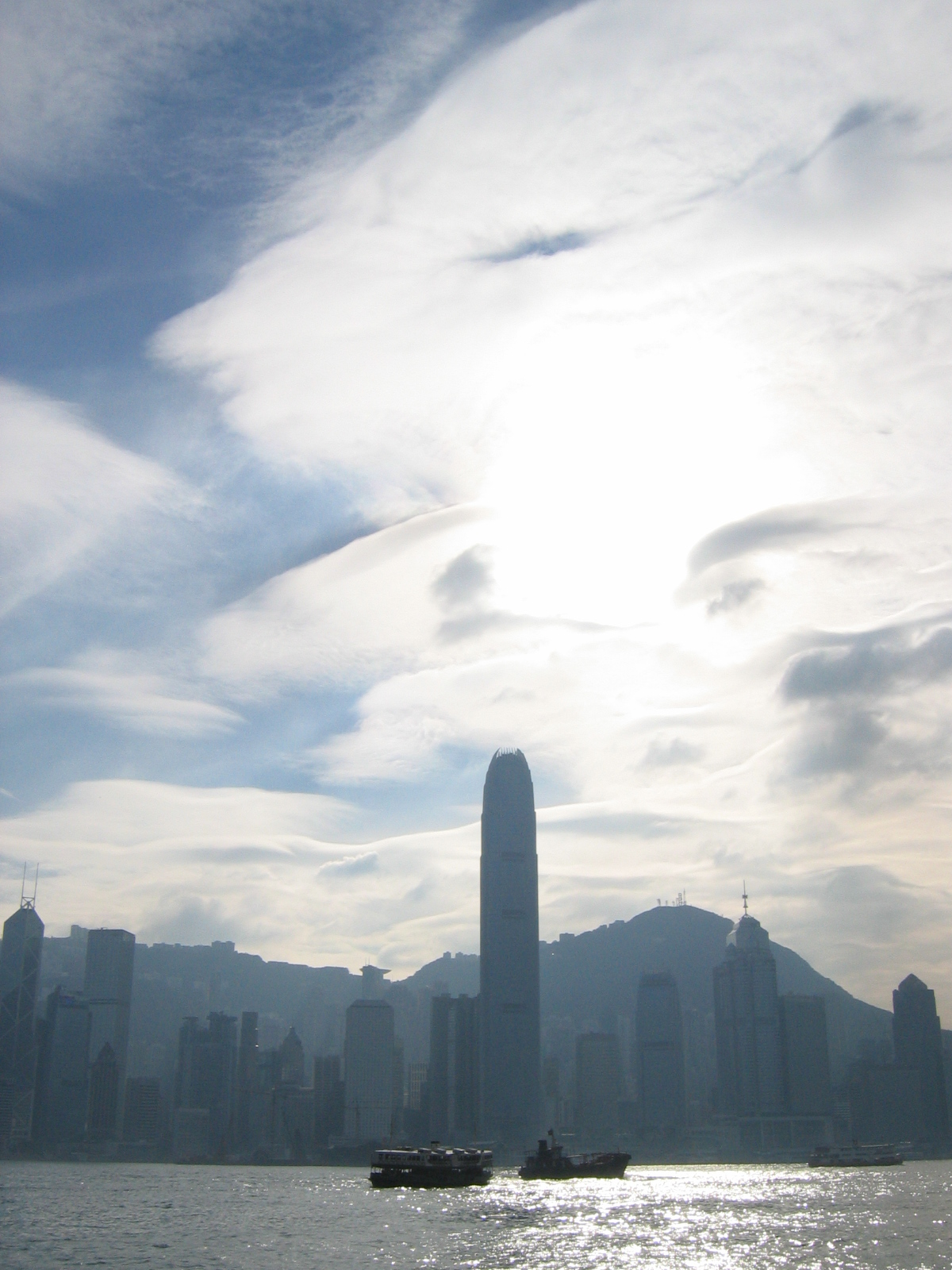
Вид на Международный финансовый центр с залива Виктория
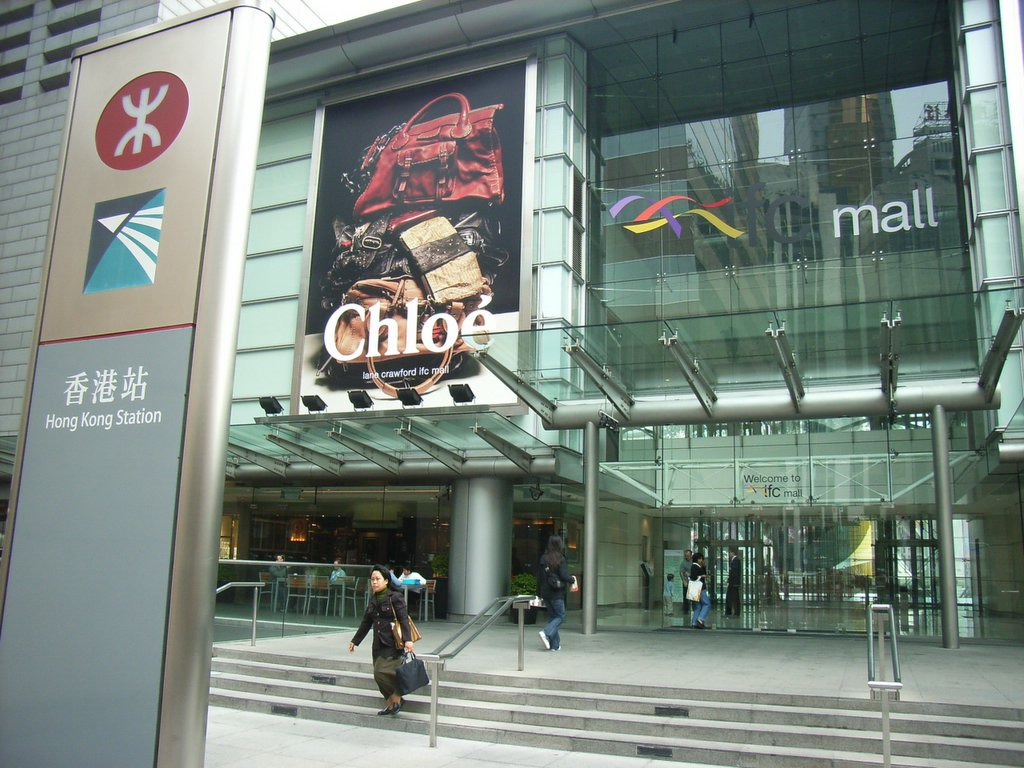
Торговый центр IFC рядом со станцией «Гонконг»
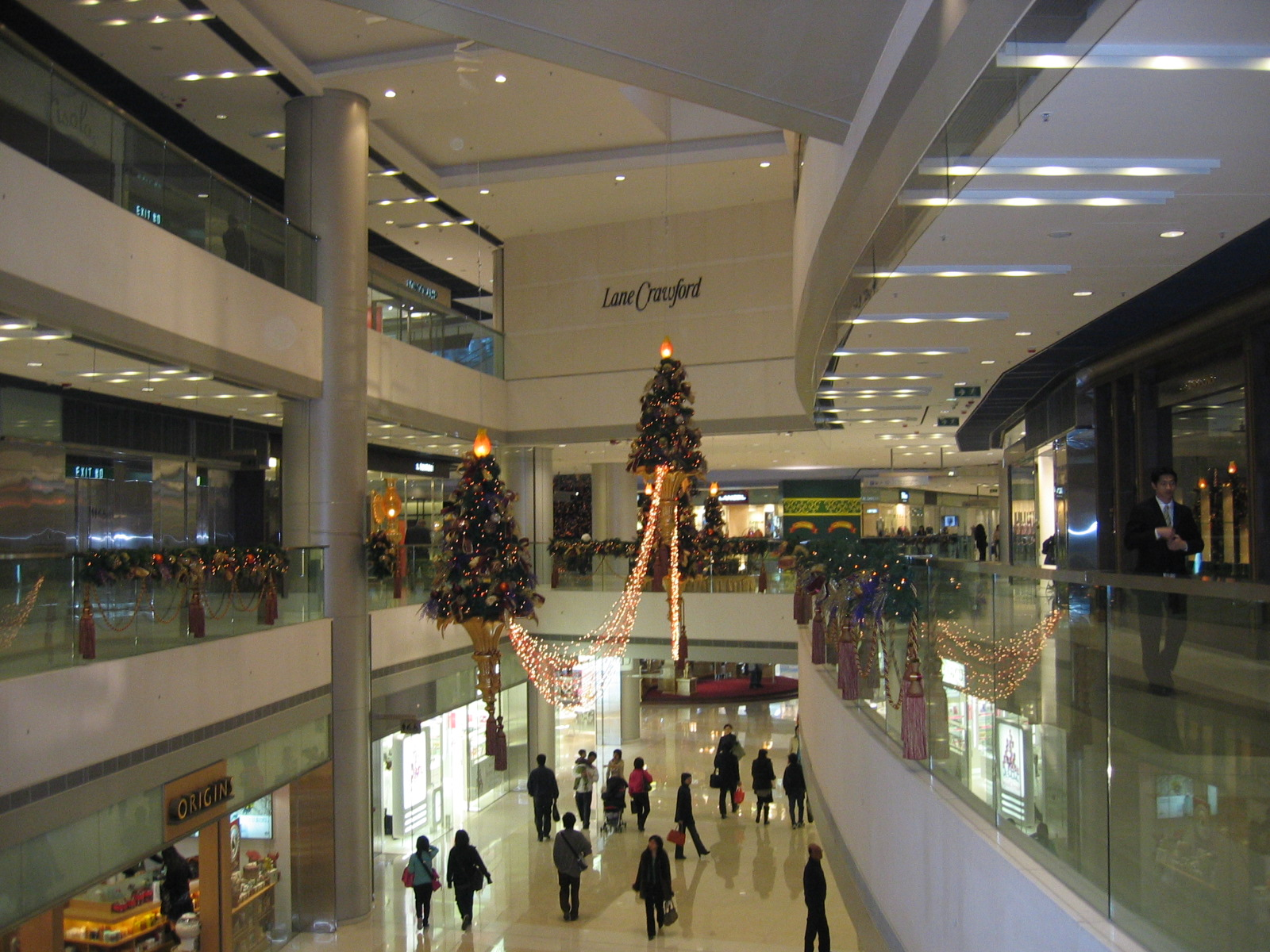
Торговый центр IFC
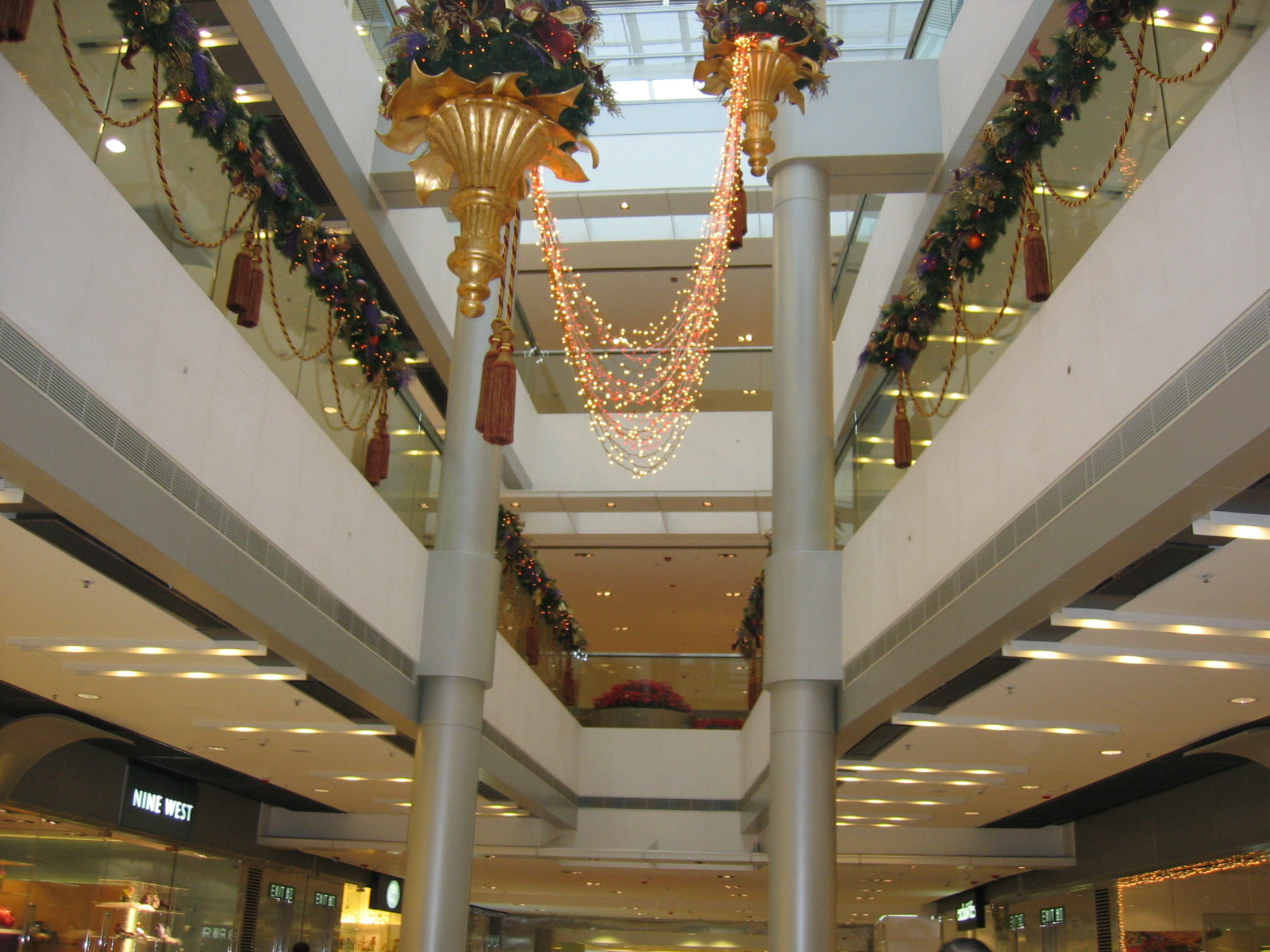
Торговый центр IFC
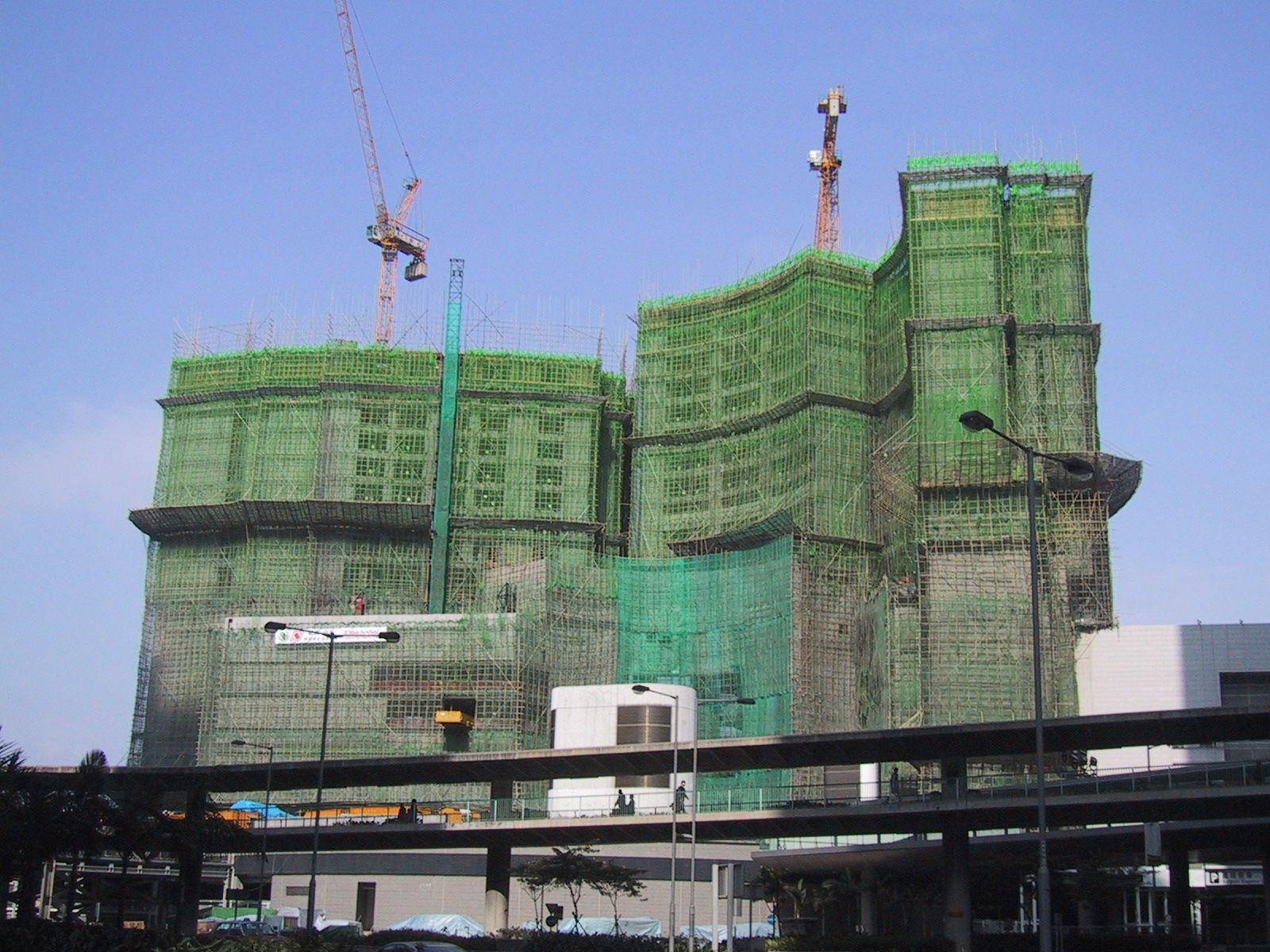
Строительство отеля Four Seasons Гонконг
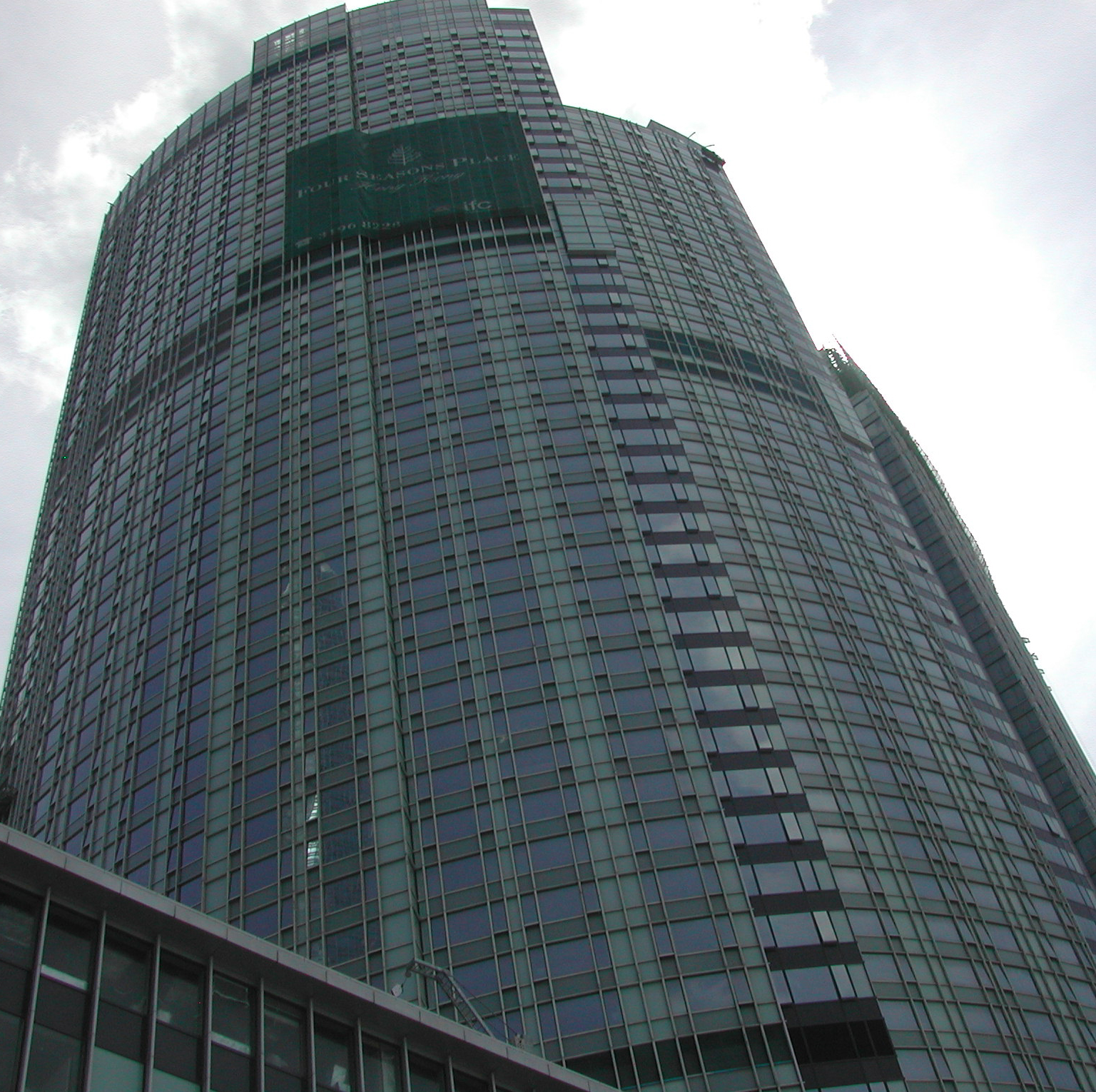
Отель Four Seasons Гонконг
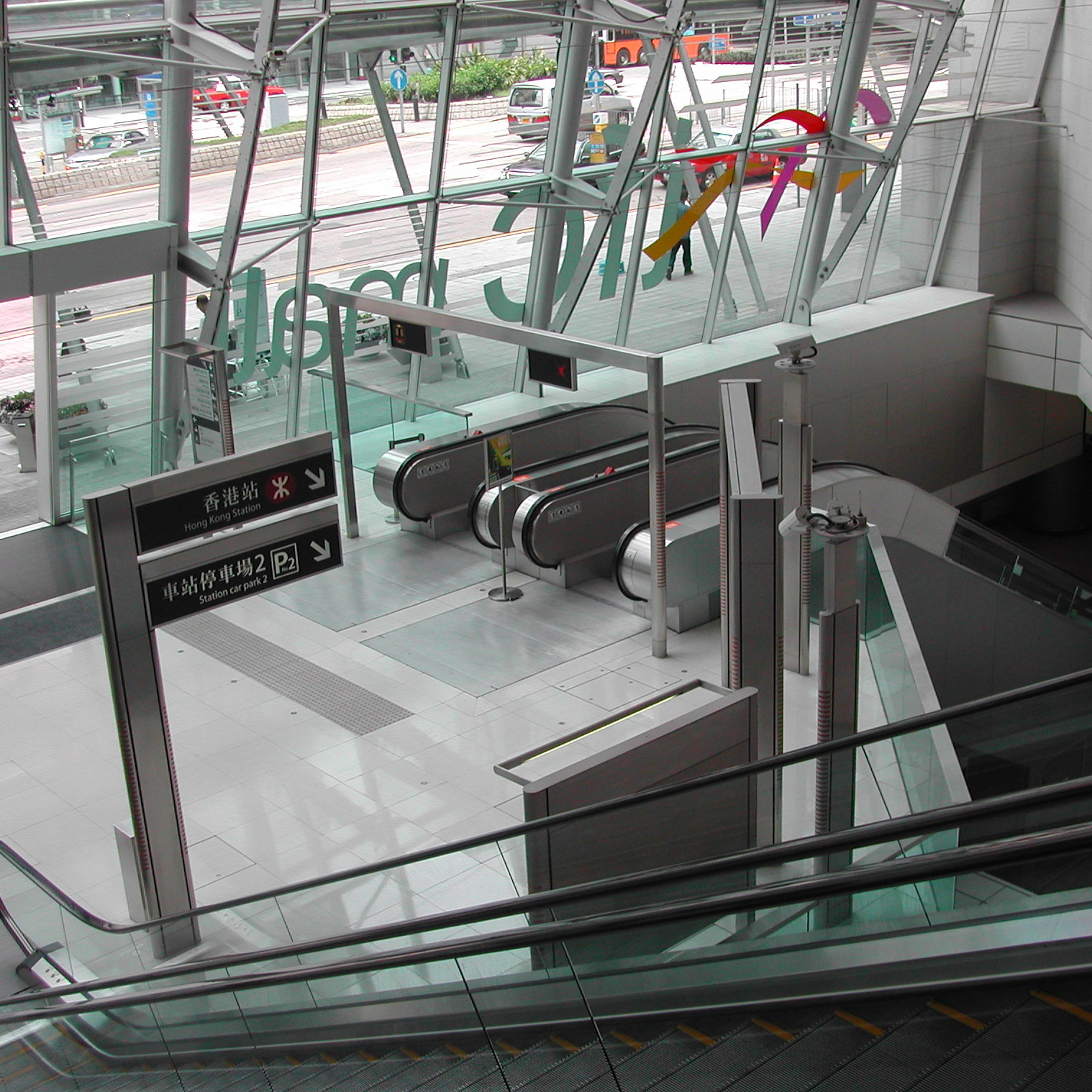
Станция метро «Гонконг»